# Госинни, Рене
Рене́ Госинни́ (фр. René Goscinny; 14 августа 1926, Париж — 5 ноября 1977, там же) — французский писатель и издатель, получивший известность как автор цикла рассказов о приключениях маленького Николя (совместно с Жан-Жаком Семпе) и один из соавторов знаменитого комикса об Астериксе, вместе с Альбером Удерзо.

## Биография
Рене родился в семье польских эмигрантов еврейского происхождения — Станислава Симки Гостинного (родом из Варшавы) и Анны (Ханны) Березняк (родом из местечка Ходорков, ныне на территории Украины). Когда ему было два года, семья переехала в Аргентину, где его отец получил работу инженера-химика; Рене учился в Буэнос-Айресе во французской школе. В 1943 году, сразу после того, как Рене окончил школу, его отец умер, и 17-летнему Госинни пришлось содержать семью. Рене работал помощником бухгалтера, младшим художником в рекламном агентстве. В 1945 году Госинни с матерью перебрались в Нью-Йорк к родственникам. Здесь Рене должен был быть призван в американскую армию, однако он предпочёл служить в армии французской и отправился в Европу; во время армейской службы Госинни был художником полка. По окончании срока службы Госинни вернулся в Нью-Йорк.

### В мире комиксов
Начиная с 1948 года профессиональная карьера Госинни начала постепенно налаживаться. Рене становится главным художником небольшого издательства «Kunen Publishers», в котором выходят четыре его книжки для детей. К этому времени относится знакомство Госинни с многими крупными авторами комиксов, с которыми в дальнейшем его свяжет тесное сотрудничество, — прежде всего, с Морисом де Бевером (Моррисом), автором комикса «Счастливчик Люк», для которого Госинни писал тексты с 1955 до 1977 гг. Много его комиксов в те годы вышли в детских французских журналах. Большую славу Рене Госини принесла серия рассказов о мальчике Николя, которую он создал вместе с писателем и художником Жан-Жаком Семпе. Рассказы описывают Францию до реформы образования, когда четверг для школьников был выходным, а мальчики и девочки учились отдельно. «Николя — это я в детстве» — говорил писатель.
В 1951 году Рене Госинни вновь уезжает в Париж в качестве корреспондента одного из нью-йоркских информационных агентств. Здесь он интенсивно работает как журналист, автор текстов и рисунков для различных изданий, а в 1955 году вместе с Жаном Мишелем Шарлье и Альбером Удерзо основывает издательство «Edipress/Edifrance», выпускавшее ряд летучих журналов, в которых печаталось много комиксов. Сотрудичал с детским журналом «Ohníček».
В 1959 году «Edipress/Edifrance» открывает новый журнал «Pilote», для первого номера которого Госинни начинает свой самый знаменитый комикс-сериал «Астерикс». Параллельно он рисует или сочиняет тексты ещё для доброго десятка комикс-сериалов.
Госинни умер в возрасте 51 года от сердечного приступа.

## Память
- С 1996 года ежегодно присуждается международная премия имени Госинни лучшему молодому автору комиксов.
- Имя Госинни носит одна из улиц 13-го округа Парижа (близ Национальной библиотеки Франции).
- В городе Драп близ Ниццы государственный лицей также носит имя Рене Госинни.
- Анимационный фильм «Маленький Николя» (2022), Амандина Фредона и Бенжамена Массубра, биография, с элементами фантазии, о дружбе и совместной работе Госсини и Жан-Жак Семпе.